# Міністерства Української РСР
Міністерство — у СРСР з 1946 року центральний орган виконавчої влади, що управляв в окремій сфері діяльності держави або в окремій галузі народного господарства. Міністерства поділялися на союзні, союзно-республіканські та республіканські; останні два типи були присутні на рівні союзних республік, зокрема у УРСР.
Очолював міністерство — міністр, який входив до уряду республіки (Рада міністрів УРСР).
У 1991 році після розпаду СРСР і відновлення незалежності України до існуючих міністерств УРСР додалися нові міністерства, які утворилися з місцевих представництв союзних міністерств.

## Історія
На підставі закону прийнятого Верховною Радою СРСР від 15 березня 1946 року, «Про перетворення Ради Народних Комісарів СРСР на Раду Міністрів СРСР і Рад Народних Комісарів союзних і автономних республік — на Ради Міністрів союзних і автономних республік», Президія Верховної ради 25 березня того ж року видає указ «Про перетворення Ради Народних Комісарів Української РСР на Раду Міністрів Української РСР і Народних Комісаріатів Української РСР на Міністерства Української РСР». Цей указ був затверджений законом від 30 серпня 1946 року «Про перетворення Ради Народних Комісарів Української РСР на Раду Міністрів Української РСР і Народних Комісаріатів Української РСР на Міністерства Української РСР». Народні комісаріати були переформовані у міністерства.

## Основні дані про міністерства УРСР
Згідно статті 47 Конституції УРСР (в редакції від 19.11.1976 року), міністерства УРСР є або союзно-республіканськими, або республіканськими.
У статті 48 надано перелік союзно-республіканських міністерств: будівництва підприємств важкої індустрії, вищої і середньої спеціальної освіти, внутрішніх справ, вугільної промисловості, геології, енергетики і електрифікації, заготівель, закордонних справ, зв'язку, культури, легкої промисловості, лісового господарства, лісової і деревообробної промисловості, меліорації і водного господарства, монтажних і спеціальних будівельних робіт, м'ясної і молочної промисловості, оборони, освіти, охорони здоров'я, промислового будівництва, промисловості будівельних матеріалів, радгоспів, сільського будівництва, сільського господарства, торгівлі, фінансів, харчової промисловості, чорної металургії, юстиції. Союзно-республіканські Міністерства УРСР керували дорученою їм галуззю державного управління Української РСР, підлягаючи як Раді Міністрів Української РСР, так і відповідному союзно-республіканському Міністерству СРСР.
У статті 49 надано перелік республіканських міністерств: автомобільного транспорту, будівництва і експлуатації автомобільних шляхів, житлово-комунального господарства, місцевої промисловості, побутового обслуговування населення, соціального забезпечення. Республіканські Міністерства УРСР керували дорученою їм галуззю державного управління, підлягаючи безпосередньо Раді Міністрів Української РСР.

## Створення та реорганізація міністерств УРСР

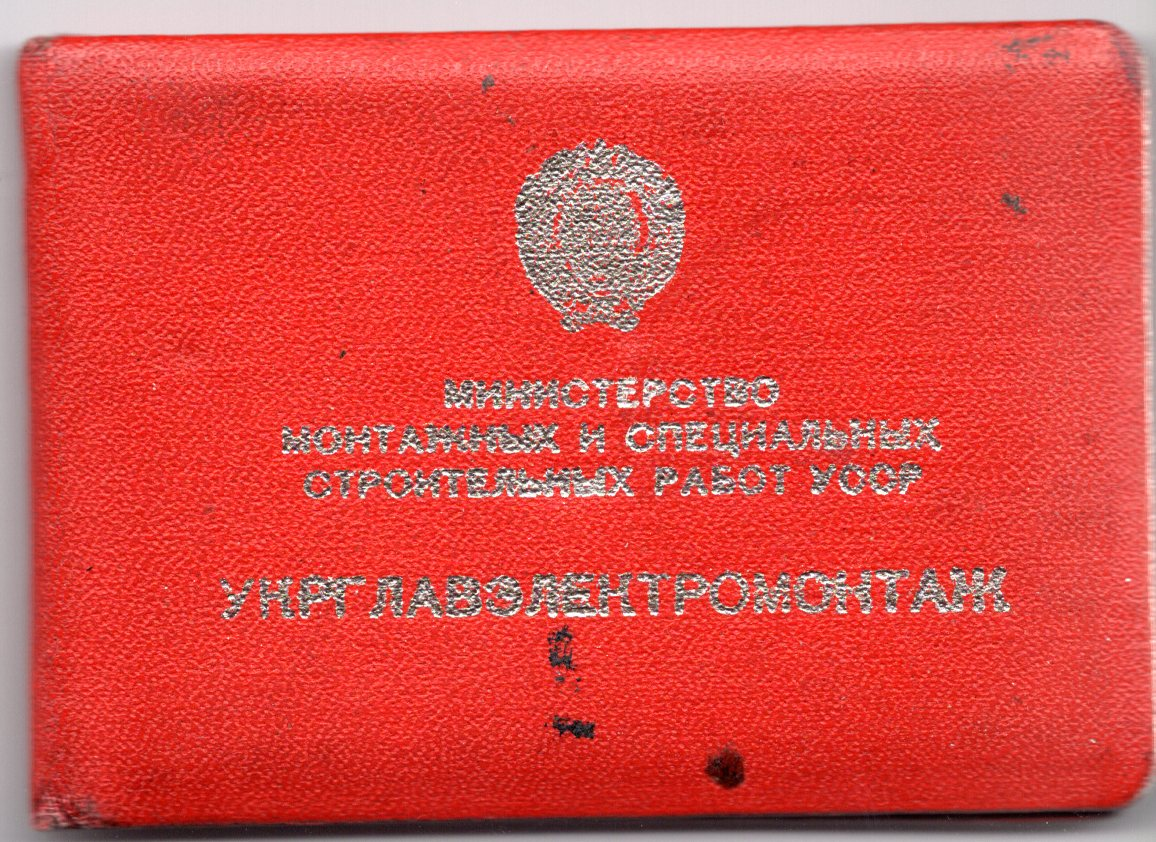
Посвідчення працівника Укрголовелектромонтажу Міністерства монтажних і спеціальних будівельних робіт УРСР (вид. у 1991 році)

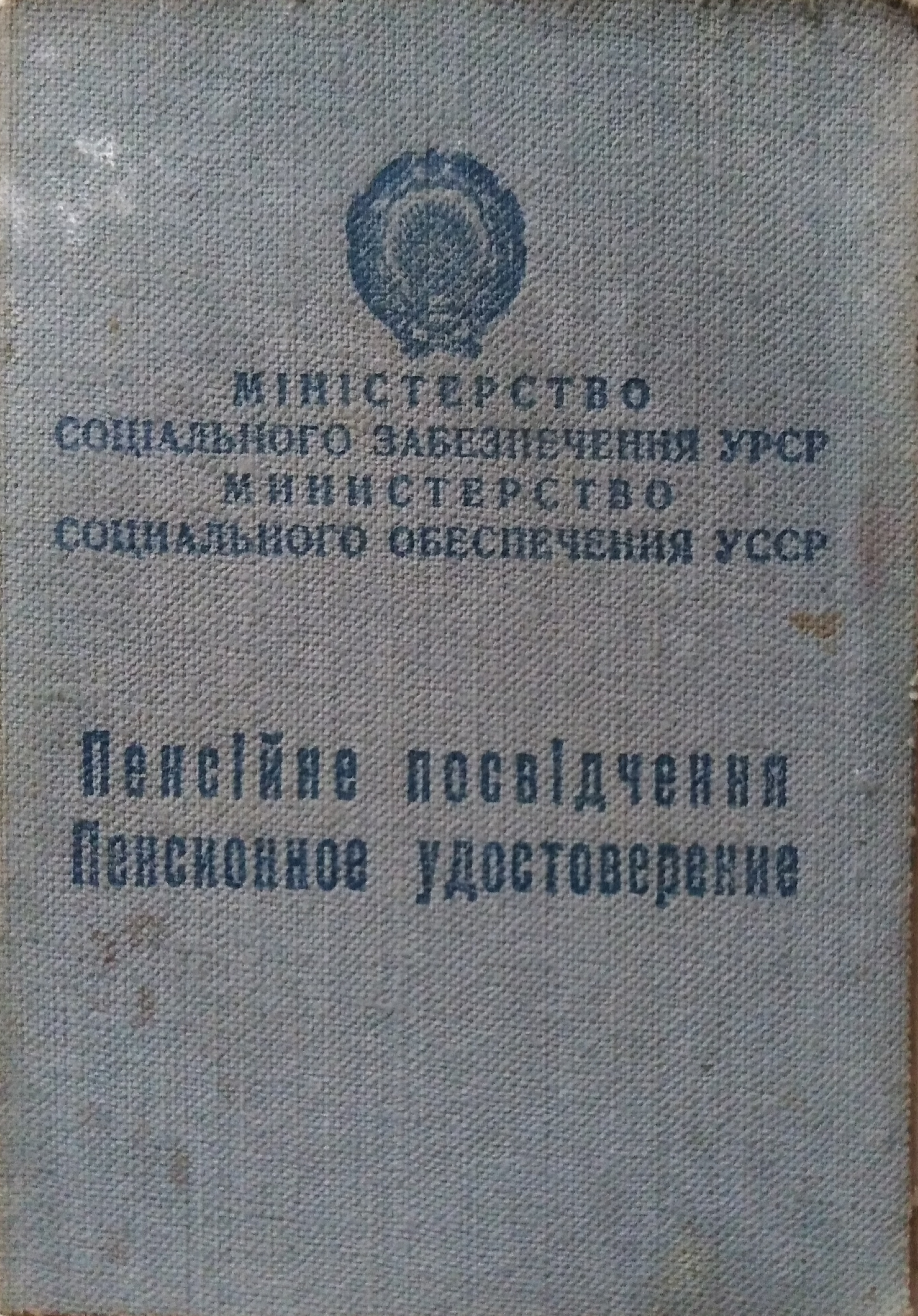
Обкладинка пенсійного посвідчення. Міністерство соціального забезпечення УРСР. (1956)

### 25 березня 1946 року (реорганізовані із Народних комісаріатів)
- Міністерство автомобільного транспорту УРСР — у 1946 році, у зв'язку з переформуванням наркоматів створено з народного комісаріату автомобільного транспорту УРСР;
- Військове міністерство Української РСР — у 1946 році, у зв'язку з переформуванням наркоматів створено з народного комісаріату оборону УРСР;
- Міністерство внутрішніх справ Української РСР — у 1946 році, у зв'язку з переформуванням наркоматів створено з народного комісаріату внутрішніх справ УРСР;
- Міністерство державної безпеки Української РСР
- Міністерство державного контролю Української РСР
- Міністерство житлово-цивільного будівництва Української РСР
- Міністерство землеробства Української РСР
- Міністерство зовнішніх справ Української РСР — у 1946 році, у зв'язку з переформуванням наркоматів створено з народного комісаріату зовнішніх справ УРСР;
- Міністерство комунального господарства Української РСР
- Міністерство легкої промисловості Української РСР
- Міністерство лісової промисловості Української РСР
- Міністерство місцевої промисловості Української РСР
- Міністерство місцевої паливної промисловості Української РСР
- Міністерство м'ясної і молочної промисловості Української РСР
- Міністерство освіти Української РСР — союзно-республіканське міністерство. Утворене у 1946 році на базі Народного комісаріату освіти УРСР. У 1988 році переформовано на Міністерство народної освіти УРСР;
- Міністерство охорони здоров'я Української РСР — у 1946 році, у зв'язку з переформуванням наркоматів створено з народного комісаріату з охорони здоров'я УРСР;
- Міністерство промисловості будівельних матеріалів Української РСР
- Міністерство рибної промисловості Української РСР
- Міністерство соціального забезпечення Української РСР
- Міністерство текстильної промисловості Української РСР
- Міністерство торгівлі Української РСР
- Міністерство фінансів Української РСР
- Міністерство харчової промисловості Української РСР
- Міністерство юстиції Української РСР — у 1946 році, у зв'язку з переформуванням наркоматів створено з народного комісаріату юстиції УРСР. 24 серпня 1991 року реорганізовано у Міністерство юстиції України;

### 1946
- Міністерство кінематографії Української РСР — утворене 26 березня 1946 року. Згідно «Закону про перетворення управління в справах Кінематографії на Міністерство Кінематографії Української РСР» від 26.03.1946[1], створене шляхом переформування Управління в справах Кінематографії на міністерство. У 1958 році міністерство було переформовано на Головне управління з виробництва фільмів Міністерства культури УРСР;
- Міністерство меблевої промисловості і столярних виробів Української РСР — утворене 30 серпня 1946 року. Існувало до 10 квітня 1953 року;
- Міністерство смакової промисловості Української РСР — утворене 28 жовтня 1946 року. Існувало до 10 березня 1949 року;
- Міністерство тваринництва Української РСР — утворене 30 березня 1946 року, ліквідоване 10 лютого 1947.
- Міністерство технічних культур Української РСР — утворене 27 березня 1946 року, ліквідоване 10 лютого 1947.

### 1947
- Міністерство радгоспів Української РСР — створене 10 лютого 1947 року;
- Міністерство сільського господарства Української РСР — створене 10 лютого 1947 року;
- Міністерство лісового господарства Української РСР — створене 23 червня 1947 року;

### 1950
- Міністерство бавовництва Української РСР — створене 1950 року;

### 1953
- Міністерство оборони УРСР — союзно-республіканське міністерство. Утворене у 1953 році шляхом перейменування Військового міністерства УРСР. Існував лише рядком у Конституції Української РСР до 1978 року, коли даний рядок прибрали;
- Міністерство культури Української РСР — створене 10 квітня 1953 року

### 1954
- Міністерство чорної металургії Української РСР — створене 12 лютого 1954 року
- Міністерство вугільної промисловості Української РСР — створене 3 травня 1954 року

### 1955
- Міністерство зв'язку Української РСР — союзно-республіканське міністерство. Існувало з 7 лютого 1955 року
- Міністерство вищої освіти Української РСР — союзно-республіканське міністерство. Існувало з 9 лютого 1955 до 1959 року
- Міністерство паперової і деревообробної промисловості Української РСР — союзно-республіканське міністерство. Існувало з 17 вересня 1955 до 1957 року

### 1956
- Міністерство будівництва підприємств вугільної промисловості Української РСР — союзно-республіканське міністерство утворене 13 квітня 1956 року.
- Міністерство хлібопродуктів УРСР — союзно-республіканське міністерство утворене 11 червня 1956 року.
- Міністерство будівництва підприємств металургійної і хімічної промисловості Української РСР — союзно-республіканське міністерство утворене 6 серпня 1956 року.
- Міністерство будівництва УРСР — утворене 6 серпня 1956 року. Міністерство ліквідовано 1 липня 1991 року. 25 лютого 1992 року було засновано Міністерство інвестицій і будівництва;

### 1957
- 31 травня 1957 року ліквідовані Міністерство будівництва підприємств вугільної промисловості Української РСР, Міністерство будівництва підприємств металургійної і хімічної промисловості Української РСР, Міністерство паперової і деревообробної промисловості Української РСР, Міністерство чорної металургії Української РСР, Міністерство вугільної промисловості Української РСР, Міністерство легкої промисловості Української РСР, Міністерство лісової промисловості Української РСР, Міністерство міського і сільського будівництва Української РСР, Міністерство промисловості м'ясних і молочних продуктів Української РСР, Міністерство промисловості продовольчих товарів Української РСР, Міністерство рибної промисловості Української РСР, Міністерство комунального господарства Української РСР, Міністерство місцевої і паливної промисловості Української РСР.
- У липні 1957 року Міністерство радгоспів Української РСР увійшло до складу міністерства сільського господарства УРСР.
- 31 грудня 1957 року Міністерство державного контролю Української РСР перетворене в Комісію радянського контролю.

### 1958
- 8 квітня 1958 року ліквідоване Міністерство промисловості будівельних матеріалів Української РСР

### 1959
- Міністерство вищої і середньої спеціальної освіти УРСР — союзно-республіканське міністерство. Утворене 24 липня 1959 року на базі Міністерства вищої освіти УРСР. 4 червня 1991 року реформовано на Міністерство вищої освіти УРСР;

### 1960
- Міністерство комунального господарства Української РСР — республіканське міністерство утворене 21 липня 1960 року.

### 1961
- 3 березня 1961 року Міністерство хлібопродуктів Української РСР перетворене на Міністерство заготівель Української РСР.

### 1962
- 27 березня 1962 року Міністерство заготівель Української РСР перетворене на республіканське Міністерство виробництва і заготівель сільськогосподарських продуктів Української РСР.
- 5 вересня 1962 року Міністерство внутрішніх справ Української РСР перетворене на Міністерство охорони громадянського порядку Української РСР.
- Міністерство енергетики і електрифікації Української РСР — союзно-республіканське міністерство утворене 13 листопада 1962 року.

### 1963
- Міністерство монтажних і спеціальних будівельних робіт Української РСР — союзно-республіканське міністерство утворене 3 січня 1963 року.
- 21 березня 1963 року ліквідоване Міністерство юстиції Української РСР

### 1965
- 16 березня 1965 року Міністерство виробництва і заготівель сільськогосподарських продуктів Української РСР увійшло до складу Міністерства сільського господарства Української РСР.
- Міністерство чорної металургії Української РСР, Міністерство вугільної промисловості Української РСР, Міністерство хімічної промисловості Української РСР, Міністерство легкої промисловості Української РСР, Міністерство лісової, целюльозно-паперової і деревообробної промисловості Української РСР, Міністерство промисловості будівельних матеріалів Української РСР, Міністерство м'ясної і молочної промисловості Української РСР, Міністерство харчової промисловості Української РСР, Міністерство сільського будівництва Української РСР, Міністерство геології Української РСР, Міністерство меліорації і водного господарства Української РСР, Міністерство місцевої промисловості Української РСР — утворені 23 жовтня 1965 року.

### 1966
- Міністерство лісового господарства Української РСР — союзно-республіканське міністерство утворене 4 травня 1966 року.
- Міністерство побутового обслуговування населення Української РСР — республіканське міністерство утворене 24 вересня 1966 року.

### 1967
- Міністерство будівництва підприємств важкої індустрії Української РСР і Міністерство промислового будівництва Української РСР — утворені 6 березня 1967 року з Міністерства будівництва Української РСР.

### 1968
- Міністерство будівництва і експлуатації автомобільних шляхів Української РСР — республіканське міністерство утворене 26 листопада 1968 року.
- 9 грудня 1968 року Міністерство охорони громадянського порядку Української РСР перейменоване на Міністерство внутрішніх справ Української РСР.

### 1970
- 8 липня 1970 року ліквідоване Міністерство хімічної промисловості Української РСР
- Міністерство юстиції Української РСР — союзно-республіканське міністерство, відновлено 6 жовтня 1970 року (попереднє було скасовано 21 березня 1963 року).

### 1981
- Міністерство плодовоовочевого господарства Української РСР — створене 12 січня 1981 року. Існувало до 1985 року;

### 1988
- Міністерство народної освіти УРСР — союзно-республіканське міністерство. Утворене 6 липня 1988 року на базі Міністерства освіти УРСР. У 1992 році реорганізовано на Міністерство народної освіти України;

### 1991
- Міністерство вищої освіти УРСР– створено 4 червня 1991 року на базі Міністерства вищої і середньої спеціальної освіти УРСР. 24 серпня 1991 року реорганізовано у Міністерство вищої освіти України;